# Frigyes Karinthy
Frigyes Karinthy (Boedapest, 25 juni 1887 - Siófok, 29 augustus 1938) was een Hongaarse toneelschrijver, dichter, journalist en vertaler. 

## Leven
Karinthy werd geboren in Boedapest als zoon van een ambtenaar, József Karinthy. Op vijfjarige leeftijd verloor Karinthy zijn moeder, Karolina Engel. Karinthy had drie zussen, Etelka, Elza en Emilia. 
In 1913 huwde hij met de actrice Etel Judik. Samen kregen zij een zoon, Gábor Karinthy. In 1918 overleed zijn vrouw aan de gevolgen van de Spaanse griep. 
In 1920 trad Karinthy opnieuw in het huwelijk met Aranka Böhm. Karinthy kreeg een tweede zoon Ferenc Karinthy, die zich later zou ontpoppen als schrijver.
Karinthy hield van vliegen en miste de kans niet om in 1931 deel te nemen aan een zeppelin-reis. 
Op 29 augustus 1938 stierf Karinthy ten gevolge van een hersenbloeding in Siófok.

## Werk
Op 15-jarige leeftijd publiceerde Karinthy kinderdagboeken en een parodistische roman, waaruit zijn gevoel voor humor en kritiek aan het licht kwam. Karinthy zat toen nog op het gymnasium (Markó utcai reálgimnázium'’).  
In 1906 werden verscheidene stukken van Karinthy gepubliceerd in de krant  Az Újság en later ook in verschillende dagbladen. 
Vanaf 1908 schreef Karinthy voor het tijdschrift Nyugat. 
In 1912 verschenen tegelijkertijd verschillende van zijn parodieën, waaronder Így írtok ti (Zo schrijven jullie), die zijn naam bekendheid zal verschaffen. Karinthy schreef deze parodieën om zich te kanten tegen de ouderwetse volksnationalistische school. Karinthy was voorstander van de nieuwe Nyugat-beweging.
Vanaf de Eerste Wereldoorlog liet Karinthy zich kennen door zijn rationalistische humanisme en zijn houding tegen oorlog en nationalisme. Karinthy was voorstander van de burgerlijke revolutie, maar tegen de dictatuur van de arbeidersklasse. 
Tegen het begin van de jaren twintig trok Karinthy zich uit het openbaar leven terug. Hij was een van de eersten die zich  in zijn werken verzette tegen de dictaturen zoals die van Hitler, Mussolini en Stalin.
Eind jaren twintig vertrok Karinthy op voorleestournees in gebieden die niet meer tot Hongarije behoorden. Hij schreef getuigenissen over het gevoel van Hongaars zijn. 
Karinthy werd in 1936 in Stockholm geopereerd aan een hersentumor, waarover hij later het boek “Reis rond mijn schedel” (Utazás a koponyám körül) schreef. 
In dezelfde periode schreef hij ook een schrijversprogramma voor de komende vijf jaar, maar overleed in 1938, voordat het gerealiseerd kon worden.

## Six degrees of separation
In 1929 schreef Karinthy zijn kortverhaal Schakels (Láncszemek) waarin voor het eerst over de term six degrees of separation wordt gesproken. Het idee stelt dat iedereen ter wereld via vijf andere personen kan bereikt worden. Verschillende wetenschappers zoals Ithiel de Sola Pool, de wiskundige Manfred Kochen of sociaal psycholoog Stanley Milgram zullen zich verdiepen in deze theorie.
- Bibsys: 90711447
- Biblioteca Nacional de España: XX1329499
- Bibliothèque nationale de France: cb119094395 (data)
- Catàleg d'autoritats de noms i títols de Catalunya: 981058517845906706
- CiNii: DA02410910
- Gemeinsame Normdatei: 118882635
- International Standard Name Identifier: 0000 0001 1060 5239
- Library of Congress Control Number: n50070142
- Nationale Bibliotheek van Letland: 000275381
- MusicBrainz: d0635bee-501e-4713-a788-fdf8a0edb631
- Bibliotheek van het Japanse parlement: 00445178
- Nationale Bibliotheek van Tsjechië: ola2002139762
- Nationale bibliotheek van Australië: 35260077
- Nationale Bibliotheek van Israël: 987007263673705171
- Nederlandse Thesaurus van Auteursnamen: 089423771
- LIBRIS: 239109
- Système universitaire de documentation: 026945681
- Trove: 886504
- Virtual International Authority File: 46762994
- WorldCat: E39PBJv4hy77GyhB4GMchYCmh3